# 화병
한의학에서 화병(火病) 또는 울화병(鬱火病)은 스트레스(화)를 참는 일이 반복되어 발생하는 일종의 신경성 신체화 장애를 일컫는 말이다. 공식적인 정신의학적 질병으로 정의되어 있지는 않으며, 우울장애 중 신체화증상이 주가 되는 한 양상으로 보는 것이 일반적이다. 미국정신의학협회에서는 DSM-IV에 화병을 로마자로 'Hwabyeong'이라는 이름으로 문화관련 증후군의 하나로 등록했으나, 이후 삭제되었다.

## 원인
- 스트레스
- 인간관계나 일 등에 있어서의 갈등
- 내성적이고 민감한 성격
- 충동적이고 공격적인 성격
- 완벽 주의자

## 증세 및 치료
화병은 주로 다음과 같은 신체증상이 수 개월 이상 지속적으로 나타나는 것을 가리킨다.
- 우울·불안
- 발열
- 잦은 기침
- 분노
- 뇌졸중
- 질식할 것 같은 느낌
- 매사에 관심이 없고 작은 일에도 짜증을 냄
- 자주 눈물을 보임
- 신체화 증상(답답함, 오한, 성기능 장애 등)
- 섭식·수면 장애
- 심하면 사망

일반적인 우울증은 정신증상을 위주로 우울감을 호소하고 부교감신경계가 과항진 되어 있는 반면, 화병은 신체증상을 위주로 분노와 억울함을 호소하고 교감신경계의 과항진을 특징으로 한다. 화병을 치료하기 위해서는 증상, 정서, 사고, 행동, 환경에 대한 총체적인 치료 및 관리가 필요하다.

## 역사
화병이라는 말은 중국 명나라 의사 장개빈(張介賓)이 처음 사용했으며, 조선 시대에 한국으로 전해졌다.
화병이란 누른 감정을 발산하지 않고 억제한 상태에서 일어나는 신경증적 불(火)으로 인하고 드러날 전부의 증상을 의미한다고 전한다. 이 감정은 '노'(怒:노여움), '희'(喜:기쁨), '사'(思:생각), '우'(憂:근심), '비'(悲:슬픔), '공'(恐:두려움), '경'(驚:놀람)의 일곱 감정(七情)이 있어, '억누른 화'(울화;鬱火)만이 원인은 아니라 하였다.

## 같이 보기
- 스트레스
- 우울장애
- 불면증
- 한
- 공황장애
- 이지현